# La mélo est gangx
La mélo est gangx,, est un album studio en commun des rappeurs Gazo et Tiakola,, sorti le 1er décembre 2023 sous les labels BSB Production, M3lo World, Wati B et Sony Music Entertainment France.

## Genèse
L'album contient 12 titres dont les featuring avec Skread et Kore, il se classe premier dans la meilleure position, dans le top de la semaine du SNEP, il est troisième dans le top des albums. Il publie juste les visualizers de l'artiste[Quoi ?] sur YouTube et publie le clip vidéo le 27 décembre 2023. Le 1er décembre 2023 atteint 4,4 millions de streams dans le Spotify Chart et dans le  Spotify totalise plus 5,8 millions de streams.
Le 29 juin 2024 vers 1h15 du matin (à la fin de leur concert « unique » aux Solidays), un remix du morceau Notre Dame intègre l'album en tant que 13e piste, en featuring avec Angèle.

## Clip vidéo
- Cartier : 27 décembre 2023
- 300k (clip vidéo 100k et 200k) : 21 février 2024
- Notre Dame (feat Angèle): 29 juin 2024

## Liste des pistes
| 1.    | 24/34                     | Gazo, S.Pri Noir, Tiakola                                  | Jo Caleb, Kyle Evans                    | 3:47 |
| 2.    | Sobad                     | Gandhi, Gazo, Tiakola, Zoumana Bamba, Flem, Nassir, Sherko | Flem, Nassir, Sherko                    | 4:19 |
| 3.    | A.V.S.D (feat. Skread)    | Gazo, Skread, Tiakola                                      | Skread                                  | 2:31 |
| 4.    | Cartier                   | Gazo, Tiakola                                              | SHK                                     | 3:49 |
| 5.    | Notre Dame                | Gazo, Tiakola                                              | SHK, Guapo du Soleil, Elias             | 3:36 |
| 6.    | Interlude                 | Gazo, Tiakola                                              | Tarik Azzouz, Kimo Beats, LENYZ         | 2:22 |
| 7.    | Afrikanbadman             | Gazo, Sherko, Tiakola                                      | Jordan, Morten, JAE5, TheElement, Biggs | 3:24 |
| 8.    | 100K (Gazo en solo)       | Gazo                                                       | Flem                                    | 1:56 |
| 9.    | 200K (Tiakola en solo)    | Tiakola                                                    | Flem, Nassir                            | 2:28 |
| 10.   | Ambitions (feat. Kore)    | A2B, Gazo, Kore, Tiakola                                   | Kore, Aurélien Mazin                    | 3:13 |
| 11.   | Mami Wata                 | Gazo, Tiakola                                              | Nyadjiko, Shiruken Music                | 3:53 |
| 12.   | Outro                     | Gazo, Tiakola                                              | Tarik Azzouz                            | 3:37 |
| 13.   | NOTRE DAME (feat. Angèle) | Gazo, Tiakola, Angèle                                      | SHK, Guapo du Soleil, Elias             | 3:38 |
| 38:55 |                           |                                                            |                                         |      |

## Titres certifiés en France
- Cartier  Platine [9]
- Notre Dame  Diamant [10]
- Mami Wata  Diamant [11]
- 100K  Or [12]
- 24/34  Or
- AFRIKANBADMAN  Or [13]

## Accueil commercial
L'album s'écoule à 13 268 exemplaires en 3 jours et à 26 619 exemplaires en une semaine, soit le meilleur démarrage pour un album commun français.
Il est certifié disque d'or par la SNEP pour plus de 50 000 ventes moins d’un mois après sa sortie, soit la certification la plus rapide de l’histoire d’un album commun dans le rap français.

## Classements et certifications

### Classements
| Classement (2023)            | Meilleure position |
| ---------------------------- | ------------------ |
| Belgique (Wallonie Ultratop) | 1                  |
| Belgique (Flandre Ultratop)  | 69                 |
| France (SNEP)                | 1                  |
| Suisse (Schweizer Hitparade) | 3                  |

### Certifications
| Région                                                                                                 | Certification | Ventes/Streams |
| --- | ------------- | -------------- |
| France (SNEP)                                                                                          | 2 × Platine   | 200 000*       |
| *Ventes selon la certification ^Mise en rayon selon la certification xNon précisé par la certification |               |                |